# Пинес, Борис Яковлевич
Борис Яковлевич Пинес (25 ноября 1905, Бобруйск, Минская губерния — 17 октября 1968, Харьков) — советский учёный-физик. Специалист в области физики твёрдого тела и рентгеноструктурного анализа. Доктор физико-математических наук (1936), профессор (1945).

## Биография
В 1915 году вместе с родителями переехал в Воронеж. Учился на физико-математическом факультете Воронежского университета (1922—1924). 
Окончил физико-механический факультет Ленинградского политехнического института (1926).
Одновременно, учась в институте, был ассистентом в лаборатории А. Ф. Иоффе в Ленинградском физико-техническом институте.
В годы Великой Отечественной войны — заведующий лабораторией физических испытаний и керамической лабораторией Кузнецкого металлургического комбината (Новокузнецк). В 1944–1950 — совмещал работу в рентгеновских лабораториях — Института медрадиологии и Института огнеупоров (оба в Харькове). В 1937 создал в Харьковском университете кафедру физики твёрдого тела, которую возглавлял до конца жизни.
Член Научного физики твёрдого тела при АН СССР (1956—1968), член Международного консультативного совета журнала «Journal of Materials Science» (Великобритания).

## Научные труды
- «Острофокусные рентгеновские трубки и прикладной рентгеноструктурный анализ», 1955.
- «Очерки по металлофизике», 1961.
- «Лекции по структурному анализу»: учебное пособие для вузов, 1967.

## Награды
- дважды орден «Знак Почёта» (1943, 1955);
- Государственная премия УССР в области науки и техники (1986 — посмертно).